# Franco Balmamion
Franco Balmamion (ur. 11 stycznia 1940 w Nole) – włoski kolarz szosowy, startujący wśród zawodowców w latach 1960–1972. Dwukrotny zwycięzca Giro d’Italia (1962, 1963).

## Najważniejsze zwycięstwa
- 1962 – Giro d’Italia, Mediolan-Turyn, Giro dell’Appennino
- 1963 – Giro d’Italia, Mistrzostwa Zurychu
- 1967 – Giro di Toscana